# NGC 1019
NGC 1019 ist eine Balken-Spiralgalaxie mit aktivem Galaxienkern vom Hubble-Typ SBbc im Sternbild Walfisch südlich der Ekliptik. Sie ist schätzungsweise 327 Millionen Lichtjahre von der Milchstraße entfernt und hat einen Durchmesser von etwa 95.000 Lichtjahren. 

Im selben Himmelsareal befindet sich u. a. die Galaxie NGC 1004, NGC 1007, NGC 1008, NGC 1016.
Das Objekt wurde am 1. Dezember 1880 von dem französischen Astronomen Édouard Jean-Marie Stephan entdeckt.